# LGBT práva v Litvě

Duhová mapa Litvy

Mužská i ženská stejnopohlavní sexuální aktivita je sice v Litvě legální, ale páry stejného pohlaví nemůžou dosud stvrdit své soužití manželstvím, ani registrovaným partnerstvím. Přestože byla homosexualita dekriminalizována v r. 1993, tak v zemi stále ještě přetrvává dědictví minulého režimu a s ním spojená limitovaná práva gayů a leseb. Litva přijala anti-diskriminační zákony jako jednu z podmínek členství v Evropské unii a v r. 2010 se ve Vilniusu konal první festival hrdosti.
Negativní postoje ke gayům a lesbám zůstávají v zemi stále silně zakořeněny. Výzkum EU zveřejněný v r. 2006 ukázal, že pouze 17 % Litevců podporuje stejnopohlavní manželství a 12 % plná adopční práva. Jiná studia uskutečněná v r. 2006 ukázala, že by 42 % respondentů podpořilo zákon o registrovaném partnerství, 12 % stejnopohlavní manželství a 13 % adopce. Podpora práv homosexuálních párů se od té doby výrazně zmenšila a tento trend i nadále pokračuje. Ve studii zveřejněné v r. 2012 by registrované partnerství podpořilo 10 % dotázaných, zatímco manželství pouze 7 %. Jiná studie v r. 2013 ukázala, že 7 % Litevců podporuje partnerství a 5 % manželství.
Anketa uskutečněná v r. 2009 ukázala, že pouze 16 % Litevců souhlasí s konáním pochodu gay hrdosti v hlavním městě Vilniusu a 81,5 % respondentů řeklo, že homosexualitu považuje za perverzi, nemoc nebo parafilii.
Ve Vilniusu, Kaunas a Klaipėdě funguje malá gay scéna. Všude jinde v Litvě nemá moc velké šance na rozvoj z důvodu řídkého osídlení, a tudíž tam ani prakticky neexistuje.
Mediální anti-LGBT kampaň zahájil v letech 2004–2006 magazín Respublika. Během tohoto období vyjádřily dvě třetiny členů parlamentu nepřátelství vůči LGBT lidem. Během sčítání lidu se pouze 24 domácností deklarovalo jako gay.

## Veřejné zákony
Stejnopohlavní sexuální aktivitu, která byla v Sovětském svazu ilegální, dekriminalizovala Litva v r. 1993 dva roky po skončení okupace. V období sovětské okupace byla homosexualita považována za dekadenci buržoazie, pokud se o ní vůbec vědělo. Sexuální revoluce, která proběhla v západní společnosti, byla Sověty považována za podvratnou, a proto všemi svými prostředky bránili jejímu průniku do zdejšího prostředí, což mělo za následek limitovaný přístup k informacím. Legální věk způsobilosti k pohlavnímu styku byl pro obě orientace sjednocen v r. 2004 na 14 let v rámci plnění anti-diskriminačních podmínek členství v EU. 2. července 2010 byl tento věk pro obě orientace zvýšen na 16 let.

### Ochrana před diskriminací
Podle zákona o rovném zacházení z r. 2005 je zakázaná diskriminace jiných sexuálních orinetací v zaměstnání, vzdělávání a přístupu ke zboží a službám.
Novely zákona o rovném zacházení, které by tento zákaz zrušily, projednával Seimas (litevský parlament) od 5. června 2005. Ty pak následně zrušil po přijetí nové verze zákona 17. června 2008.
Na druhou stranu veřejné podněcování k násilí vůči LGBT a jiným menšinám je explicitně zakázané § 170 odstavcem 3 trestního zákoníku, který je aktivně vymáhán. Například
Například v r. 2010 zveřejnila litevská justice, že 160 nahlášených trestných činů podle výše uvedeného paragrafu ze 180 se týká právě LGBT komunity, což je valná většina. Pachatelé jsou obvykle pokutováni a jejich počítače, prostřednictvím nichž tuto trestnou propagandu šíří, zabavovány.

### Právo svobodného projevu
Navzdory přísné anti-diskriminační legislativě čelili LGBT lidé v posledních letech několika iniciativám omezujících je ve svobodě veřejného projevu.

#### Pochod hrdosti ve Vilniusu (2010)
V r. 2007 odmítlo vilniuské zastupitelstvo dát povolení ke konání veřejného sektání LGBT komunity v květnu a v říjnu kvůli "bezpečnostním rizikům".
Zastupitelstvo města Vilnius povolilo konání litevského pochodu hrdosti Baltic Pride v sobotu 8. května 2010. Soud nakonec toto povolení zrušil krátce před konáním pochodu z iniciativy Generálního prokurátora Raimunda Petrauska. Ten své rozhodnutí odůvodňoval obavami o veřejnou bezpečnost. Kancelář litevské prezidentky Dalia Grybaskaitėová se proti tomuto soudnímu rozhodnutí vymezila s tím, že porušuje ústavní právo na mírumilovné shromažďování. Rozsudek nakonec zrušil soud vyšší instance jeden den před konáním průvodu. Baltic Pride 2010 nakonec proběhl za přítomnosti policejních hlídek. Během jeho konání došlo ke střetu s odpůrci práv sexuálních menšin.

#### Pochod hrdosti ve Vilniusu (2013)
Festival Baltic Pride funguje na bázi rotujícího pořadatelství, což znamená, že se jednotlivé baltské státy v jeho konání každý rok střídají. V r. 2013 připadlo konání festivalu znovu na Litvu. Celá událost se tehdy těšila mimořádné pozornosti, neboť Litva tou dobou předsedala Radě EU.
V lednu 2013 oznámila Litevská gay liga (Lithuanian Gay League) vilniuskému zastupitelstvu, že pochod plánuje na 27. červenec 2013. Na rozdíl od r. 2010 se Liga snažila být víc vidět, a proto si jako místo konání vyžádala Gedimino avenue, což je ulice v centru Vilniusu. Vilniuské zastupitelstvo této žádosti nevyhovělo s tím, že bude velmi obtížné splnit bezpečnostní požadavky. Liga poté zastupitelstvo žalovala u Krajského správního soudu ve Vilniusu. Přestože vilniuský starosta Artūras Zuokas neustále sliboval, že město bude respektovat rozhodnutí soudu nižší instance, tak se celý případ dostal až k Nejvyššímu správnímu soudu. Čtyři dny před plánovaným pochodem rozhodl Nejvyšší správní soud právo ve prospěch Ligy.
Přibližně 500 lidí se zúčastnilo festivalu Baltic Pride v r. 2013 a více než 1000 lidí (většina z řad odpůrců) zaplnilo ulici Gedimino avenue. Díky policejnímu doprovodu nedošlo k žádným výrazným incidentům. Pouze 28 lidí bylo zatčeno pro narušování veřejného pořádku. Mezi nimi byl i litevský anti-gay poslanec Petras Gražulis. Festivalu se zúčastnilo několik známých osobností, včetně švédské ministryně pro záležitosti Evropské unie Birgitty Ohlssonové a amerického gay aktivisty Stuarta Milka. Vladimir Simonko, předseda Ligy, nazval akci oslavou celoměstského veselí a nevyloučil možnost každoročního konání pochodu LGBT hrdosti v Litvě.

#### Zákon na ochranu dětí a mládeže
Novely zákona na ochranu dětí a mládeže před škodlivými informacemi zakazující podporu "homosexuálních vztahů" a omezující práva LGBT komunity byly předloženy v r. 2006, 2007 a 2008.
Litevský parlament schválil novou verzi takového zákona, jejíž přijetí bylo naplánované na 1. březen 2010. Navzdory prezidentskému vetu pro "nedostatek definic" prošel nakonec zákon celým legislativním procesem. Tou dobou zakazoval zákon "propagování homosexuálních, bisexuálních a polygamních vztahů". Podle některých politiků, kteří jej podpořili, by termín "propaganda" měl být přezkoumán právníky.
17. září 2009 přijal Evropský parlament rezoluci odsuzující tento zákon a dávající jej k přezkumu a následnému zhodnocení Agentuře EU pro základní práva. 10. listopadu 2009 zareagoval na toto litevský parlament (Seimas) přijetím rezoluce vyzývající vládu ke zneplatnění rezoluce Evropského parlamentu, která jeho zákon prohlásila za protiprávní. Agentura EU pro základní práva napsala Evropskému parlamentu, že k jím předloženému podnětu nezaujímá žádné stanovisko, neboť není oprávněná zneplatňovat zákonodárství členských států.
Nově zvolená prezidentka vyjádřila ostrý nesouhlas se zákonem a založila komisi, jejímž účelem bylo sepsat zákon rušící toto diskriminační ustanovení. 22. prosince 2009 byla veškerá ustanovení zakazující podporu "homosexuálních, bisexuálních a polygamních vztahů" mezi dětmi a mládeží prakticky zrušená. Nicméně přistoupilo se na to, že paragraf nahradí "zákaz šíření informací o sexuálních vztazích, manželství a rodinách, které odporují ústavě nebo občanskému zákoníku". Odpůrci tohoto zákona argumentují tím, že se jedná o mezikrok k zákazu kritiky vlády, a že sám ze své podstaty narušuje demokratické státní zřízení. Někteří jej naopak vítají s tím, že chrání tradiční rodinu a děti, a že by měl zakazovat jakékoli veřejné šíření informací o homosexualitě, nejen mezi dětmi a mládeží, ba dokonce i zakazoval veřejné diskuse o homosexualitě a homosexuálně orientované události. (Takže jsme se dohodli na tom, že veřejná podpora tohoto není možná z důvodu ochrany zmiňované třemi články ústavy. Nelze však zpochybnit právo této skupiny lidí na shromažďování, podporu a diskusi v určitých zákonem vymezených limitů.) Tuto novou verzi přijala prezidentka s tím, že se jí alespoň podařilo ze zákona odstranit "homofobní jazyk".
Paradoxem je, že tento samý zákon zakazuje homofobní diskriminaci. Zákon byl několikrát novelizován o další dodatky zakazující podporu nezdravého životního stylu u dětí a mládeže, zákazu šíření informací odporující rodinným hodnotám, vyobrazujících černou magii apod.
Novela bývá někdy přirovnávána k britskému Článku 28 zakazujícím diskuse o homosexualitě ve školách, který přijala v 80. letech vláda Margaret Thatcherové.
Po nabytí účinnosti bylo zaznamenáno několik soudních případů pro jeho porušení. Citován byl také při neúspěšných pokusech o zákaz gay pride v r. 2010 a v r. 2013. Naopak k jeho úspěšné aplikaci došlo v případě reklamy propagující Vilnius Gay Pride 2013, kterou podle něj šlo vysílat pouze v pozdních večerních hodinách, a která se směla orientovat pouze na dospělé jedince. Jedním z důvodů bylo, jak pravili inspektoři Výboru pro žurnalistiku, že jedna osoba na reklamě nosila tričko s nápiem "Za různorodost rodin". Podle jeho názoru toto nabádá k zakládání netradičních rodinných modelů a manželství odporujícího litevským zákonům.
Ze stejného důvodu bylo v r. 2014 doporučeno stáhnout z oběhu dětskou knížku s názvem "Gintarinė širdis" ("Jantarové srdce") publikované Univerzitou pedagogických věd, protože ve dvou povídkách se vyskytovaly homosexuální vztahy. Výbor prohlásil tuto knihu za nevhodnou pro děti mladší 14 let s odvoláním se na své doporučení, ke kterému se připojilo i Ministerstvo kultury.
V r. 2014 odmítly skoro všechny hlavní litevské televizní stanice odvysílat video homosexuální organizace vyzývající k větší podpoře respektu LGBT komunity ze strachu, aby nebyly obviněné z porušení zákona na ochranu dětí a mládeže. Rozpor s tímto zákonem byl později potvrzen inspektory Výboru pro žurnalistiku.

#### Zákon o veřejných informacích
Novelizovaný článek 39.1 zákona o veřejných informacích 30. září 2010 (nová verze se stala účinnou 18. října 2010) říká, že: Jakákoli reklama nebo komerční audiovizuální zpráva nesmí obsahovat informace znázorňující neúctu k lidské důstjnosti, diskriminaci na základě rasy, pohlaví, etnického původu, státní příslušnosti, náboženství, tělesnému či duševnímu postižení, nebo věku; tyto zprávy nemají zobrazovat nebo podporovat sexuální orientace, urážet náboženská či politická přesvědčení, podporovat zdraví ohrožující chování, bezpečnost a dobré mravy, zejména poškozování životního prostředí. Podle právníků lze tento zákon používat i na zákaz zobrazování heterosexuální orientace.
Později bylo vysvětleno, že se jedná o "špatně napsaný" zákon. 16. června 2011 byl přijatá další novela, která výše uvedené ustanovení zrušila a dokonce umístila jinou sexuální orientaci do výše uvedených diskriminačních důvodů.

#### Novely zákona o správních deliktech a trestního zákoníku
V r. 2011 byla navržená novela zákona o správních deliktech, která by veřejnou propgaci homosexuálních vztahů trestala pokutou ve výši 2 000 až 10 000 litevských litasů. Parlament na toto téma nejprve vedl debatu,, a pak novelu následně odmítnul. V r. 2013 byla předložená novela podobného charakteru ještě jednou. Ten samý rok se projednávala novela trestního zákoníku, která by kritizování sexuálního chování a přesvědčování k jeho změnám nepovažovala za projev nenávisti, diskriminace nebo nabádání diskriminaci, což lze chápat jako částečnou dekriminalizaci homofobních projevů nenávisti.

### Stejnopohlavní soužití
V Litvě bylo uskutečněno několik pokusů o zákaz úřední registrace stejnopohlavních svazků. Článek 38 litevské ústavy říká, že manželství je institut založený na svobodném projevu souhlasu jednoho muže a jedné ženy. Stejnopohlavní manželství je také přímo zakázané v článku 3.12 občanského zákoníku, který říká: "Manželství lze uzavřít pouze s osobou opačného pohlaví." Nicméně občanský zákoník připouští instucionalizaci partnerství osob stejného pohlaví legislativními autoritami, ačkoli článek 3.229 zákona toto omezuje pouze na heterosexuální páry.

### Změna pohlaví
Článek 2.27 občanského zákoníku umožňuje každé osobě, která nežije v manželství, podstoupit změnu pohlaví, pokud je k tomu zdravotně způsobilá. Druhý paragraf nicméně říká, že proces změny pohlaví se řídí jiným právním předpisem. Parlament a litevská vláda se touto záležitostí odmítaly zabývat až do r. 2007, kdy jim to nařídil v kauze 'L vs. Litva' Evropský soud pro lidská práva. Od té doby je změna pohlaví přípustná po předešlém souhlasu soudu.
Byly zaznamenány dva pokusy o zrušení této legislativy. První v r. 2009 a druhý v r. 2013.

### Adopce a plánování rodiny
Podle litevských zákonů smějí pouze sezdané páry osvojit dítě, čímž je párům stejného pohlaví tato možnost prakticky odepřená. Článek 3.210 občanského zákoníku nicméně říká, že se osvojitelem může ve zvláštních případech stát i svobodný jednotlivec. Rozhodnutí se v této věci ponechává na sociálních pracovnících. Parlamentní komise pro rodinu a péči o děti se vyjádřila tak, že netradiční sexuální orientace žadatele o adopci může být považována za právní překážku v osvojení. Odborníci tuto bariéru sice připouštějí, ale zdůrazňují, že se dá velmi snadno obejít, neboť sexuální orientace není ničím, co je první pohled patrné. Ve výsledku je ale osvojení otevřeně homosexuálním jednotlivcem prakticky nemožné.

### Vojenská služba
Gayové a lesby smějí otevřeně sloužit v armádě.

## Politická podpora
Někteří politici, zejména zástupci Litevské strany sociálně-demokratické (Marija Aušrinė Pavilionienová) a Litevského liberálního hnutí (Leonidas Donskis), vyjádřili podporu LGBT právům a navrhli několik zákonů a rezolucí na jejich podporu. Hlavními organizacemi, které hájí LGBT práva v Litvě, jsou Asociace tolerantní mládeže a Litevská gay liga. Rokas Žilinkas je prvním otevřeně homosexuálním členem litevského parlamentu.

## Souhrnný přehled
| Legální stejnopohlavní styk                                                                 | (1993)                                                            |
| Stejný věk legální způsobilosti k pohlavnímu styku pro obě orientace                        | (2004)                                                            |
| Anti-diskriminační zákony v zaměstnání                                                      | (2005)                                                            |
| Anti-diskriminační zákony v přístupu ke zboží a službám                                     | (2005)                                                            |
| Anti-diskriminační zákony v ostatních oblastech(incl. indirect discrimination, hate speech) | Yes                                                               |
| Stejnopohlavní manželství                                                                   | (Ústavní zákaz od r. 1992)                                        |
| Jiná forma stejnopohlavního soužití                                                         | (Navrženo)                                                        |
| Adopce dětí svobodnými gayi a lesbami                                                       | No                                                                |
| Adopce dítěte partnera                                                                      | No                                                                |
| Společná adopce dětí stejnopohlavními páry                                                  | No                                                                |
| Gayové a lesby smějí darovat krev                                                           | Yes                                                               |
| Možnost změny pohlaví                                                                       | Yes                                                               |
| Přístup k umělému oplodnění pro lesbické ženy                                               | No                                                                |
| Náhradní mateřství pro gay páry                                                             | No                                                                |
| Právo veřejného projevu                                                                     | Zakázaná témata: stejnopohlavní manželství, homoparentální rodiny |
| MSM smějí darovat krev                                                                      | [ 54 ]                                                            |